# National Road 15
La National Road 15 (N15) è una strada nazionale della Repubblica d'Irlanda. La sua tratta è Sligo - Donegal - Lifford - (B72, A5 nordirlandesi per Derry).

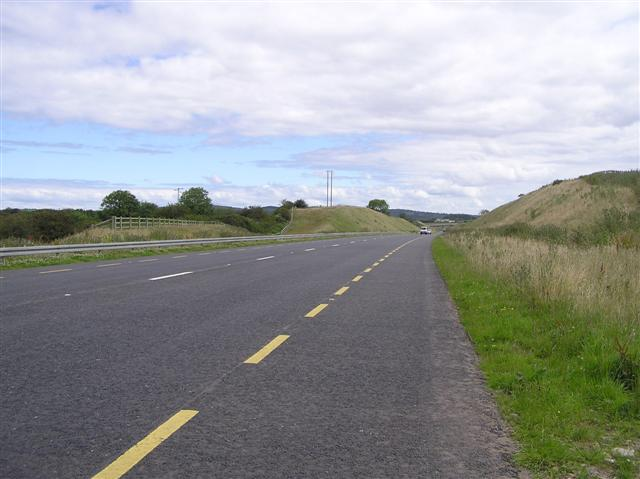
N15 nei pressi di Ballyshannon, Donegal